# Narayani
Nārāyaṇī (नारायणी in lingua nepalese), occidentalizzato in Narayani) è una ex zona amministrativa del Nepal. Come tutte le zone è stata soppressa nel 2015.
Faceva parte della Regione di Sviluppo Centrale e la sua città principale è Hetauda.

## Geografia antropica

### Suddivisioni amministrative
La Zona di Narayani si suddivide in 5 distretti:
| Distretti | Capitali  |
| --------- | --------- |
| Bara      | Kalaiya   |
| Chitwan   | Bharatpur |
| Makwanpur | Hetauda   |
| Parsa     | Birganj   |
| Rautahat  | Gaur      |